# Museu del Bast
El Museu del Bast és un museu del municipi de Tivissa (la Ribera d'Ebre) inclosa en l'Inventari del Patrimoni Arquitectònic de Catalunya. Situat al carrer del Forn, dins del nucli de Llaberia.

## Descripció
Edifici cantoner de planta rectangular que consta de planta baixa, pis i golfes. Té la coberta a dues vessants, amb el carener paral·lel a la façana. La façana és molt estreta i s'obre amb un portal d'arc carpanell ceràmic, situat al costat del Portalet. La cantonada queda reforçada amb un contrafort. Sobre el portal hi ha una petita finestra d'arc pla arrebossat amb ampit de pedra motllurat. Des de la façana lateral s'observa que la coberta va ser aixecada un nivell; moment en el qual també es devia afegir el portal. En aquesta part, hi ha molt poques obertures, la majoria amb llinda de fusta. L'acabat exterior és de restes d'arrebossat, sota el qual es pot veure el parament de pedra irregular lligada amb morter.

## Història
El museu va ser fundat per Emili Boada. El discurs expositiu és una evocació de la figura del traginer i del transport a bast, a partir d'eines i utillatges utilitzats per aquest fi.